# Egestorf (Dolna Saksonia)
Egestorf – miejscowość i gmina położona w niemieckim kraju związkowym Dolna Saksonia, w powiecie Harburg, należy do gminy zbiorowej (niem. Samtgemeinde) Hanstedt.

## Położenie geograficzne
Egestorf leży w północnej części Pustaci Lüneburskiej. Jest najbardziej na południe wysuniętą gminą gminy zbiorowej Hanstedt, jak również powiatu Harburg, przez co graniczy od południowego wschodu z powiatem Lüneburg i od południa z powiatem Heidekreis. Od zachodu ma sąsiedztwo gminy Undeloh, od północy gminy Hanstedt, od północnego wschodu gminy Garlstorf i od wschodu gminy Gödenstorf. Te dwie ostatnie należą do gminy zbiorowej Salzhausen.

## Historia
Po raz pierwszy miejscowość Egestorf była wzmiankowana w 1252 r. jako Edestorpe w księgach z Verden) pod numerem 433.

## Dzielnice gminy
W skład gminy Egestorf wchodzą następujące dzielnice: Döhle, Egestorf, Evendorf, Sahrendorf i Schätzendorf.